# Car Iwan Groźny i jego syn Iwan 16 listopada 1581 roku

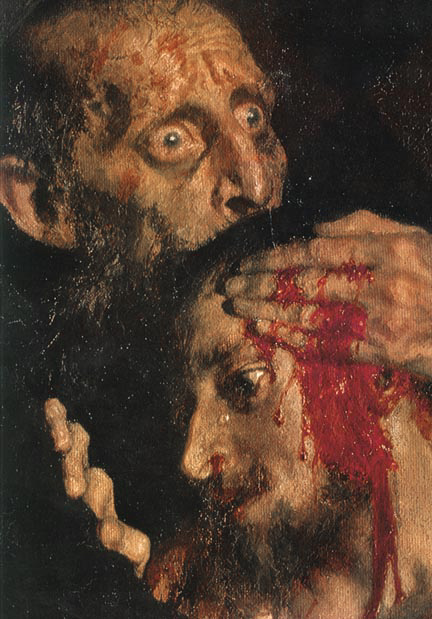
Detal obrazu

Car Iwan Groźny i jego syn Iwan 16 listopada 1581 roku (ros. Иван Грозный и сын его Иван. 16 ноября 1581 года) – obraz olejny autorstwa Ilji Riepina z 1885, znajdujący się w zbiorach Galerii Tretiakowskiej w Moskwie.

## Okoliczności powstania obrazu
Za podstawową przyczynę, dla której Riepin podjął temat zabójstwa carewicza Iwana przez cara Iwana Groźnego uważa się atmosferę panującą w Rosji w 1881, po zabójstwie Aleksandra II Romanowa przez spiskowców z organizacji Narodnaja Wola, a następnie wymierzone w nią represje. Wśród innych inspiracji dla artysty wspomina się również o usłyszanej przez niego kompozycji Nikołaja Rimskiego-Korsakowa oraz obejrzaną w czasie podróży po Europie w 1883 walkę byków. W liście napisanym bezpośrednio po tym doświadczeniu Riepin zauważał, iż „krwawe” sceny, obrazy śmierci są bardzo często eksponowane w galeriach europejskich; być może dlatego sam zdecydował się na poruszenie podobnego tematu.
Modelem dla postaci cara był Grigorij Miasojedow.

## Opis
Scena przedstawiona na obrazie rozgrywa się w komnacie w pałacach carskich, bogato wyposażonej i zdobionej: na podłodze widoczne są kunsztownie haftowane dywany, w tle widoczny jest ozdobny piec kaflowy i wazy. Ilja Riepin przedstawił Iwana Groźnego i jego syna chwilę po tym, gdy car zadał Iwanowi Iwanowiczowi śmiertelny cios okutą laską w głowę. Car klęczy na dywanie, przyciągając do siebie półprzytomnego syna, obejmując lewą dłonią jego zakrwawioną głowę. Wyraz twarzy władcy wyraża szaloną rozpacz i spóźniony żal z powodu popełnionej zbrodni; w opinii Ludwika Bazylowa w jej wiarygodne oddanie Riepin włożył cały swój talent. Na pierwszym planie widoczne jest porzucona laska, na dalszym – przewrócony carski tron. Z kolei twarz carewicza jest spokojna; umierający przebacza mordercy.
W ukazywanej scenie Riepin był zainteresowany głównie psychologicznym aspektem wydarzeń, nie zaś wiernym odtwarzaniem historii. Wnętrze komnaty, w której miało miejsce zabójstwo, zostało pokazane zgodnie z realiami, jednak centralny punkt kompozycji stanowi wyraziście oświetlona grupa Iwana i syna, mająca wydźwięk uniwersalnego ostrzeżenia.

## Wystawienie obrazu i opinie krytyki
Namalowany w 1885 obraz pojawił się na XIII wystawie pieriedwiżników, jednak cenzura zabroniła jego dalszych pokazów. Płótno zakupił Pawieł Trietjakow, któremu nakazano nie wystawiać obrazu na widok publiczny i nie dopuścić do jego rozpowszechniania w jakikolwiek inny sposób. Portret cara-mordercy został bowiem uznany za atak na instytucję monarchii w Rosji.
Jeden z komentujących wystawę krytyków stwierdził, iż obraz z powodu nadmiaru grozy nie daje widzom estetycznego zadowolenia. Inny, doceniając psychologiczny wymiar dzieła, uważał, iż osiągnęło ono maksymalną siłę wyrazu: jedna kreska więcej i wszystko byłoby karykaturą.
25 maja 2018 obraz został poważnie uszkodzony przez pijanego zwiedzającego, który rozbił ochronną szybę przed obrazem, a jej odłamki w trzech miejscach przerwały płótno, inne zaś uszkodziły zabytkową ramę.